# Arninge Sogn
Arninge Sogn er et sogn i Lolland Vestre Provsti (Lolland-Falsters Stift).
I 1800-tallet var Arninge Sogn et selvstændigt pastorat. Det hørte til Lollands Sønder Herred i Maribo Amt. Arninge sognekommune blev ved kommunalreformen i 1970 indlemmet i Rudbjerg Kommune, der ved strukturreformen i 2007 indgik i Lolland Kommune.
I Arninge Sogn ligger Arninge Kirke.
I sognet findes følgende autoriserede stednavne:
- Arninge (bebyggelse, ejerlav)
- Emb (bebyggelse, ejerlav)
- Grønnegade (bebyggelse, ejerlav)
- Holleby (bebyggelse, ejerlav)
- Kuditse (bebyggelse, ejerlav)
- Lammehave (areal, ejerlav)
- Ore (bebyggelse, ejerlav)
- Suderballe (bebyggelse, ejerlav)
- Tryghuse (bebyggelse, ejerlav)